# Juan Carlos Nevado
Juan Carlos Nevado (* 16. September 1982 in Frankfurt am Main) ist ein ehemaliger deutscher Hockeyspieler, der 2006 Weltmeister und 2008 Olympiasieger wurde.
Juan Carlos Nevado ist Sohn einer Spanierin und eines Uruguayers, welcher 1992 verstorben ist. Er wuchs mit zwei Brüdern in unmittelbarer Nachbarschaft zum SC Frankfurt 1880 auf, bei dem er auch mit dem Hockeysport begann. Seit 2004 spielte Nevado beim Uhlenhorster HC, mit dem er 2008 und 2010 die Euro Hockey League gewann. 2008 wurde er als „Most Valuable Player“ (MVP) der deutschen Hockey-Liga geehrt. Im Sommer 2011 wechselte Carlos Nevado ein Jahr zum SCHC Utrecht in den Niederlanden, um dort seine berufliche Zukunft bei der Wirtschaftsprüfungsgesellschaft PwC weiter voranzutreiben. 2013 schloss er sein Studium ab.
2003 debütierte der Stürmer in der deutschen Hockeynationalmannschaft. Seine erste internationale Medaille gewann er 2005 als Dritter bei der Europameisterschaft. 2006 war Nevado dabei, als die deutsche Mannschaft bei der Weltmeisterschaft in Mönchengladbach den Titel von 2002 erfolgreich verteidigte. 2007 siegte er bei der FIH Champions Trophy. Bei den Olympischen Spielen in Peking wurde er 2008 Olympiasieger, wonach er aus der Nationalmannschaft zurücktrat. Juan Carlos Nevado hat 115 Länderspiele absolviert, davon keines in der Halle. Für seinen sportlichen Leistungen wurde er mit dem Silbernen Lorbeerblatt ausgezeichnet.